# Totò cherche une épouse
Pour plus de détails, voir Fiche technique et Distribution.
Totò cherche une épouse (Totò cerca moglie) est un film italien réalisé par Carlo Ludovico Bragaglia et sorti en 1950.

## Synopsis
En 1950, l'énergique et déterminé tante Agata, qui vit en Australie, fatiguée de la vie de Bohème que conduit son neveu Totò, sculpteur d'avant-garde à Rome, essaye d'y remédier en le faisant épouser sa pupille Adelina. Pour cela, elle envoie une photo de la jeune fille dans une lettre dans laquelle elle informe Totò de sa décision et où elle annonce qu'elles vont lui rendre visite prochainement. Mais, par erreur, la photo envoyée est celle de la très laide femme de chambre d'Agata : ainsi Totò est confronté au choix entre se marier contre sa volonté ou renoncer à la rente de la tante.
Son ami Castelluccio lui suggère de se marier immédiatement, avant que n'arrive cette Adelina. Totò se met à la recherche d'une femme et se retrouve dans une série de situations improbables. À la fin, tout s'éclaire et Totò accepte de bon cœur d'épouse la belle Adelina.

## Fiche technique
- Titre français : Totò cherche une épouse[3]
- Titre original	: Totò cerca moglie
- Réalisation : Carlo Ludovico Bragaglia
- Scénario : Vittorio Metz, Agenore Incrocci, Furio Scarpelli, Sandro Continenza
- Décors : Alberto Boccianti
- Photographie : Mario Albertelli
- Musique : Amedeo Escobar
- Montage : Roberto Cinquini
- Durée : 76 minutes
- Langue : Italien
- Genre : Comédie
- Pays :	Italie
- Tournage : Rome
- Date de sortie : 1950

## Distribution
- Totò : Totò
- Ave Ninchi : tante Agata
- Marisa Merlini : Luisa, la modèle
- Aroldo Tieri : Pippo
- Mario Castellani : Castelluccio
- Anna Sommers : Adelina
- Elvy Lissiak : Teresa
- Anna Maestri : la femme de couleur
- Luigi Pavese : cavalier Bellavista
- Marcella Rovena: madame Bellavista
- Enzo Garinei : Severino Bellavista
- Vira Silenti : Matilde Bellavista
- Zoe Incrocci : Norina, la femme de chambre des Bellavista
- Paul Müller : Zeta 15, le boiteux
- Nerio Bernardi : le dentiste
- Bruno Cantalamessa : client du dentiste
- Giovanna Galletti : l'agent K 8
- Nino Marchesini : l'ambassadeur
- Maria Laura Rocca : la femme de l'ambassadeur
- Mario Meniconi : Giuseppe
- Franca Tamantini : l'employée de l'agence Fido